# Tiên

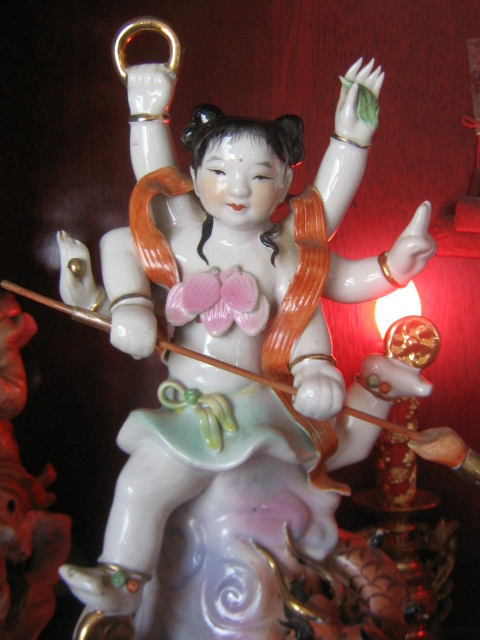
Na Tra thái tử

Tiên (chữ Hán: 仙) còn gọi là Tiên nhân (仙人), vị tiên, đức Tiên, Thần Tiên là những nhân vật đã tu luyện lâu năm, thoát trần tục, trẻ mãi không già, trường sinh bất tử, tính tình thanh thoát nhẹ nhàng, có tình yêu vô giới trong Đạo giáo. Ở cõi Tiên cũng chia ra Tiên nữ, Tiên ông, Tiên bà, Tiên cô, Tiên tử, Tiên cậu, Tiên đồng. Ngoài ra có thể chia theo cấp bậc như: Tiểu Tiên, Thứ Tiên (Bán Tiên), Đại Tiên (Tiên trưởng). Cách chia khác là Thiên Tiên, Địa Tiên, Quỷ Tiên.
Tiên thường sống trên Thiên Đình có phép thuật siêu nhiên và thường hạ phàm giúp đỡ người tốt diệt trừ ma quỷ, chữa bệnh cứu người, giúp con người giải quyết vấn đề khó khăn trong cuộc sống và cũng như giáo dục đạo đức nhân cách cho con người. Đứng đầu là Ngọc Hoàng Thượng đế cai quản các chúng Tiên.
Các vị Tiên được nhắc đến trong thần thoại Trung Hoa, Cổ tích, Truyền Thuyết Việt Nam. Họ được miêu tả có khuôn mặt hiền hậu và Hào Quang chiếu sáng xung quanh nhưng toát lên vẻ đẹp cao sang quyền uy. Người xưa tin rằng núi Bồng Lai là nơi Tiên ở và nếu ai đến được nơi đó gặp được Tiên thì sẽ được Tiên ban cho thuốc Tiên chữa mọi loại bệnh và trường sinh bất tử, trẻ mãi không già. Tiên được cho là nhân vật góp phần lập ra Đạo Giáo. Trang phục của các vị Tiên được mô tả trong tranh thường mặc trang phục màu sáng. Các vị Thiên binh, Thiên tướng thường mặc giáp trụ màu vàng hay đỏ. Ngoài ra hình ảnh các con vật đứng cạnh với các vị Tiên như Rồng, Lân, Phượng...
Trong đạo Cao Đài của Việt Nam. Tiên là một bậc trong Ngũ Chi Đại Đạo.

## Trong văn hoá đại chúng
Thể loại truyện Tiên hiệp trong văn học mạng Trung Quốc sử dụng các điển tích về Nho giáo –Đạo giáo – Phật giáo làm nguồn cảm hứng, trong đó có Tiên. Trong lịch sử, Tiên được Đạo Giáo tôn sùng tương tự với Phật trong Phật Giáo và được các Đạo Gia dùng các phương thức luyện Đan tu thành với mục tiêu siêu phàm nhập thánh, trường sinh bất tử. 
Vì có sự giao thoa giữa nên trong các chùa Phật Giáo đôi khi cũng có xuất hiện thờ phượng hình ảnh của các vị Tiên. Theo quan điểm của Phật Giáo thì Tiên là bậc thấp hơn, vẫn còn nằm trong luân hồi nhưng theo Đạo Giáo thì Tiên là bậc tu hành đã vượt ngoài vòng sinh tử và có những bậc Tiên có thể cao hơn Phật, điều này có thể xuất phát từ các cuộc cạnh tranh của Đạo Giáo và Phật Giáo tại Trung Hoa, tuỳ theo mỗi bên luôn đưa ra các dẫn chứng có lợi cho phe cuả mình phát triển.